# Evangelisch-Lutherisches Dekanat Windsbach
Das Evangelisch-Lutherische Dekanat Windsbach ist eines der 19 Dekanate des Kirchenkreises Ansbach-Würzburg. Es ist sowohl flächenmäßig als auch von der Mitgliederzahl eines der kleinsten Dekanate der Evangelisch-Lutherischen Kirche in Bayern. Partnerdekanat ist Laulu in Papua-Neuguinea.

## Geschichte

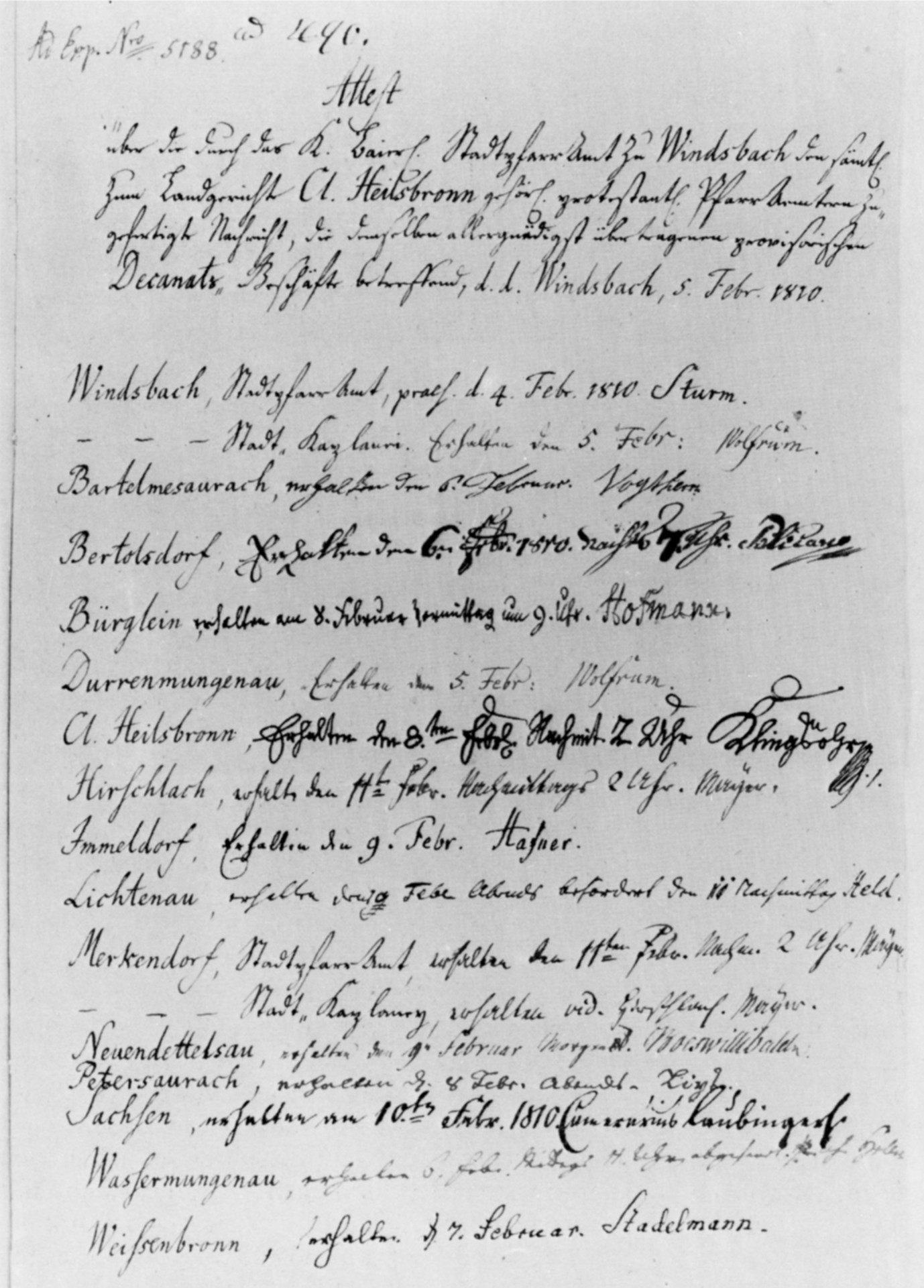
Gründungsurkunde des Dekanats

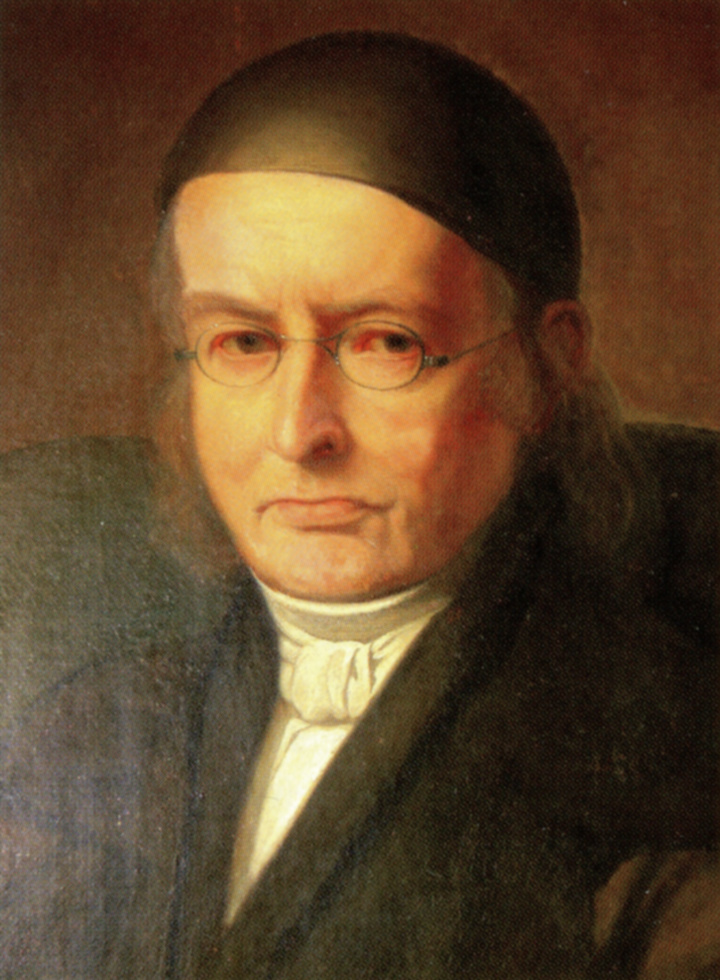
Heinrich Brandt, 3. Dekan (1831–1842) und Gründer des Pfarrwaisenhauses Windsbach

Im Zuge der staatlichen und kirchlichen Neuordnung des Königreichs Bayern wurden unter der Leitung von Maximilian von Montgelas Dekanate gebildet, die möglichst deckungsgleich mit den jeweiligen Landgerichtsbezirken zu sein hatten. Um dies für den Landgerichtsbezirk Heilsbronn zu erreichen, wurde am 7. Dezember 1810 das Dekanat Windsbach gebildet aus Teilen der Dekanate Schwabach (Barthelmesaurach, Bertholdsdorf, Dürrenmungenau, Heilsbronn, Neuendettelsau, Petersaurach, Wassermungenau, Weißenbronn und Windsbach), Leutershausen (Immeldorf, Lichtenau und Sachsen), Langenzenn (Bürglein) und Gunzenhausen (Merkendorf und Hirschlach). Merkendorf und Hirschlach kamen 1876 wieder zum Dekanat Gunzenhausen zurück, Barthelmesaurach 1922 wieder zu Schwabach. Die Pfarrei Sachsen wurde am 7. April 1883 dem Dekanat Ansbach zugewiesen.
Im 19. Jahrhundert bewirkten die Pfarrer Wilhelm Löhe und Heinrich Brandt eine Gemeindeerneuerung im Dekanat, die man in der Evangelisch-lutherischen Landeskirche Bayerns zu dieser Zeit sonst nirgends fand. Aus diesem Grund wird das Dekanat Windsbach auch als „Brunnenstube der Landeskirche“ bzw. „Herz im Frankenland“ bezeichnet.
Von 1977 bis 1993 wurden die beiden Pfarreien Wassermungenau und Dürrenmungenau zusammengelegt. Seit 2011 gehört die Pfarrei Vestenberg zum Dekanat, die bis dahin zum Dekanat Ansbach gehörte.

## Geografie
Das Dekanat liegt im Südosten des Kirchenkreises Ansbach-Würzburg und grenzt unmittelbar an dem Kirchenkreis Nürnberg an. Sein Gebiet liegt im mittelfränkischen Rangau und umfasst den südöstlichen Teil des Landkreises Ansbach sowie einige östlich angrenzende Gebiete des Landkreise Roth.
Es grenzt an folgende Dekanate (im Uhrzeigersinn beginnend im Westen): Ansbach, Neustadt an der Aisch, Fürth, Schwabach, Gunzenhausen.
Im Dekanat liegen ganz oder teilweise die politischen Gemeinden Abenberg, Dietenhofen, Großhabersdorf, Heilsbronn, Lichtenau, Mitteleschenbach, Neuendettelsau, Petersaurach, Spalt, Windsbach und Wolframs-Eschenbach.
Es gehören die Bewohner evangelisch-lutherischer Konfession von 117 amtlich benannten Gemeindeteilen zu dem Dekanat. Im Einzelnen sind dies:
| Ort              | Pfarrei                                 | politische Gemeinde |
| ---------------- | --------------------------------------- | ------------------- |
| Bertholdsdorf    | St. Georg (Bertholdsdorf)               | Windsbach           |
| Brunn            | St. Georg (Bertholdsdorf)               | Windsbach           |
| Buckenmühle      | St. Georg (Bertholdsdorf)               | Windsbach           |
| Kettersbach      | St. Georg (Bertholdsdorf)               | Windsbach           |
| Kitschendorf     | St. Georg (Bertholdsdorf)               | Windsbach           |
| Lanzendorf       | St. Georg (Bertholdsdorf)               | Windsbach           |
| Suddersdorf      | St. Georg (Bertholdsdorf)               | Windsbach           |
| Veitsaurach      | St. Georg (Bertholdsdorf)               | Windsbach           |
| Waldhaus         | St. Georg (Bertholdsdorf)               | Windsbach           |
| Watzendorf       | St. Georg (Bertholdsdorf)               | Neuendettelsau      |
| Winterhof        | St. Georg (Bertholdsdorf)               | Windsbach           |
| Wollersdorf      | St. Georg (Bertholdsdorf)               | Neuendettelsau      |
| Betzendorf       | St. Johannis (Bürglein)                 | Heilsbronn          |
| Böllingsdorf     | St. Johannis (Bürglein)                 | Heilsbronn          |
| Bonnhof          | St. Johannis (Bürglein)                 | Heilsbronn          |
| Bürglein         | St. Johannis (Bürglein)                 | Heilsbronn          |
| Gottmannsdorf    | St. Johannis (Bürglein)                 | Heilsbronn          |
| Höfstetten       | St. Johannis (Bürglein)                 | Heilsbronn          |
| Hörleinsdorf     | St. Johannis (Bürglein)                 | Dietenhofen         |
| Markttriebendorf | St. Johannis (Bürglein)                 | Heilsbronn          |
| Münchzell        | St. Johannis (Bürglein)                 | Dietenhofen         |
| Weihersmühle     | St. Johannis (Bürglein)                 | Großhabersdorf      |
| Wendsdorf        | St. Johannis (Bürglein)                 | Großhabersdorf      |
| Ziegelhütte      | St. Johannis (Bürglein)                 | Großhabersdorf      |
| Abenberg         | St. Jakobus (Dürrenmungenau)            | Abenberg            |
| Dürrenmungenau   | St. Jakobus (Dürrenmungenau)            | Abenberg            |
| Fischhaus        | St. Jakobus (Dürrenmungenau)            | Abenberg            |
| Kleinabenberg    | St. Jakobus (Dürrenmungenau)            | Abenberg            |
| Obersteinbach    | St. Jakobus (Dürrenmungenau)            | Abenberg            |
| Pippenhof        | St. Jakobus (Dürrenmungenau)            | Abenberg            |
| Weihermühle      | St. Jakobus (Dürrenmungenau)            | Abenberg            |
| Butzenhof        | St. Marien und St. Jakobus (Heilsbronn) | Heilsbronn          |
| Heilsbronn       | St. Marien und St. Jakobus (Heilsbronn) | Heilsbronn          |
| Weiterndorf      | St. Marien und St. Jakobus (Heilsbronn) | Heilsbronn          |
| Bachmühle        | St. Georg (Immeldorf)                   | Lichtenau           |
| Büschelbach      | St. Georg (Immeldorf)                   | Lichtenau           |
| Erlenmühle       | St. Georg (Immeldorf)                   | Lichtenau           |
| Fischbach        | St. Georg (Immeldorf)                   | Lichtenau           |
| Gotzendorf       | St. Georg (Immeldorf)                   | Lichtenau           |
| Gotzenmühle      | St. Georg (Immeldorf)                   | Lichtenau           |
| Hammerschmiede   | St. Georg (Immeldorf)                   | Lichtenau           |
| Immeldorf        | St. Georg (Immeldorf)                   | Lichtenau           |
| Kirschendorf     | St. Georg (Immeldorf)                   | Lichtenau           |
| Malmersdorf      | St. Georg (Immeldorf)                   | Lichtenau           |
| Rückersdorf      | St. Georg (Immeldorf)                   | Lichtenau           |
| Schlauersbach    | St. Georg (Immeldorf)                   | Lichtenau           |
| Waltendorf       | St. Georg (Immeldorf)                   | Lichtenau           |
| Wattenbach       | St. Georg (Immeldorf)                   | Lichtenau           |
| Wöltendorf       | St. Georg (Immeldorf)                   | Wolframs-Eschenbach |
| Ballmannshof     | Dreieinigkeitskirche (Lichtenau)        | Lichtenau           |
| Boxbrunn         | Dreieinigkeitskirche (Lichtenau)        | Lichtenau           |
| Herpersdorf      | Dreieinigkeitskirche (Lichtenau)        | Lichtenau           |
| Lichtenau        | Dreieinigkeitskirche (Lichtenau)        | Lichtenau           |
| Stritthof        | Dreieinigkeitskirche (Lichtenau)        | Lichtenau           |
| Weickershof      | Dreieinigkeitskirche (Lichtenau)        | Lichtenau           |
| Bechhofen        | St. Nikolai (Neuendettelsau)            | Neuendettelsau      |
| Froschmühle      | St. Nikolai (Neuendettelsau)            | Neuendettelsau      |
| Geichsenhof      | St. Nikolai (Neuendettelsau)            | Neuendettelsau      |
| Geichsenmühle    | St. Nikolai (Neuendettelsau)            | Neuendettelsau      |
| Haag             | St. Nikolai (Neuendettelsau)            | Neuendettelsau      |
| Neuendettelsau   | St. Nikolai (Neuendettelsau)            | Neuendettelsau      |
| Reuth            | St. Nikolai (Neuendettelsau)            | Neuendettelsau      |
| Wernsbach        | St. Nikolai (Neuendettelsau)            | Neuendettelsau      |
| Altendettelsau   | St. Peter (Petersaurach)                | Petersaurach        |
| Gleizendorf      | St. Peter (Petersaurach)                | Petersaurach        |
| Langenheim       | St. Peter (Petersaurach)                | Petersaurach        |
| Langenloh        | St. Peter (Petersaurach)                | Petersaurach        |
| Petersaurach     | St. Peter (Petersaurach)                | Petersaurach        |
| Wicklesgreuth    | St. Peter (Petersaurach)                | Petersaurach        |
| Ziegendorf       | St. Peter (Petersaurach)                | Petersaurach        |
| Adelmannssitz    | St. Laurentius (Vestenberg)             | Petersaurach        |
| Frohnhof         | St. Laurentius (Vestenberg)             | Petersaurach        |
| Külbingen        | St. Laurentius (Vestenberg)             | Petersaurach        |
| Schafhof         | St. Laurentius (Vestenberg)             | Petersaurach        |
| Vestenberg       | St. Laurentius (Vestenberg)             | Petersaurach        |
| Beerbach         | St. Andreas (Wassermungenau)            | Abenberg            |
| Bremenhof        | St. Andreas (Wassermungenau)            | Mitteleschenbach    |
| Hergersbach      | St. Andreas (Wassermungenau)            | Windsbach           |
| Höfstetten       | St. Andreas (Wassermungenau)            | Spalt               |
| Hohenrad         | St. Andreas (Wassermungenau)            | Spalt               |
| Käshof           | St. Andreas (Wassermungenau)            | Mitteleschenbach    |
| Pflugsmühle      | St. Andreas (Wassermungenau)            | Abenberg            |
| Stiegelmühle     | St. Andreas (Wassermungenau)            | Spalt               |
| Theilenberg      | St. Andreas (Wassermungenau)            | Spalt               |
| Thonhof          | St. Andreas (Wassermungenau)            | Windsbach           |
| Untereschenbach  | St. Andreas (Wassermungenau)            | Windsbach           |
| Wassermungenau   | St. Andreas (Wassermungenau)            | Abenberg            |
| Wernfels         | St. Andreas (Wassermungenau)            | Spalt               |
| Winkelhaid       | St. Andreas (Wassermungenau)            | Windsbach           |
| Aich             | St. Michael (Weißenbronn)               | Neuendettelsau      |
| Betzmannsdorf    | St. Michael (Weißenbronn)               | Heilsbronn          |
| Hammerschmiede   | St. Michael (Weißenbronn)               | Neuendettelsau      |
| Mausendorf       | St. Michael (Weißenbronn)               | Neuendettelsau      |
| Mausenmühle      | St. Michael (Weißenbronn)               | Neuendettelsau      |
| Steinhof         | St. Michael (Weißenbronn)               | Neuendettelsau      |
| Steinmühle       | St. Michael (Weißenbronn)               | Neuendettelsau      |
| Trachenhöfstatt  | St. Michael (Weißenbronn)               | Heilsbronn          |
| Triebendorf      | St. Michael (Weißenbronn)               | Heilsbronn          |
| Weißenbronn      | St. Michael (Weißenbronn)               | Heilsbronn          |
| Bölleinsmühle    | St. Margareta (Windsbach)               | Wolframs-Eschenbach |
| Elpersdorf       | St. Margareta (Windsbach)               | Windsbach           |
| Gersbach         | St. Margareta (Windsbach)               | Mitteleschenbach    |
| Hölzleinsmühle   | St. Margareta (Windsbach)               | Windsbach           |
| Ismannsdorf      | St. Margareta (Windsbach)               | Windsbach           |
| Kugelmühle       | St. Margareta (Windsbach)               | Windsbach           |
| Mitteleschenbach | St. Margareta (Windsbach)               | Mitteleschenbach    |
| Moosbach         | St. Margareta (Windsbach)               | Windsbach           |
| Neuses           | St. Margareta (Windsbach)               | Windsbach           |
| Retzendorf       | St. Margareta (Windsbach)               | Windsbach           |
| Sallmannshof     | St. Margareta (Windsbach)               | Wolframs-Eschenbach |
| Sauernheim       | St. Margareta (Windsbach)               | Windsbach           |
| Schwalbenmühle   | St. Margareta (Windsbach)               | Windsbach           |
| Speckheim        | St. Margareta (Windsbach)               | Windsbach           |
| Utzenmühle       | St. Margareta (Windsbach)               | Windsbach           |
| Wernsmühle       | St. Margareta (Windsbach)               | Windsbach           |
| Windsbach        | St. Margareta (Windsbach)               | Windsbach           |
| Wolfsau          | St. Margareta (Windsbach)               | Windsbach           |

## Kirchengemeinden

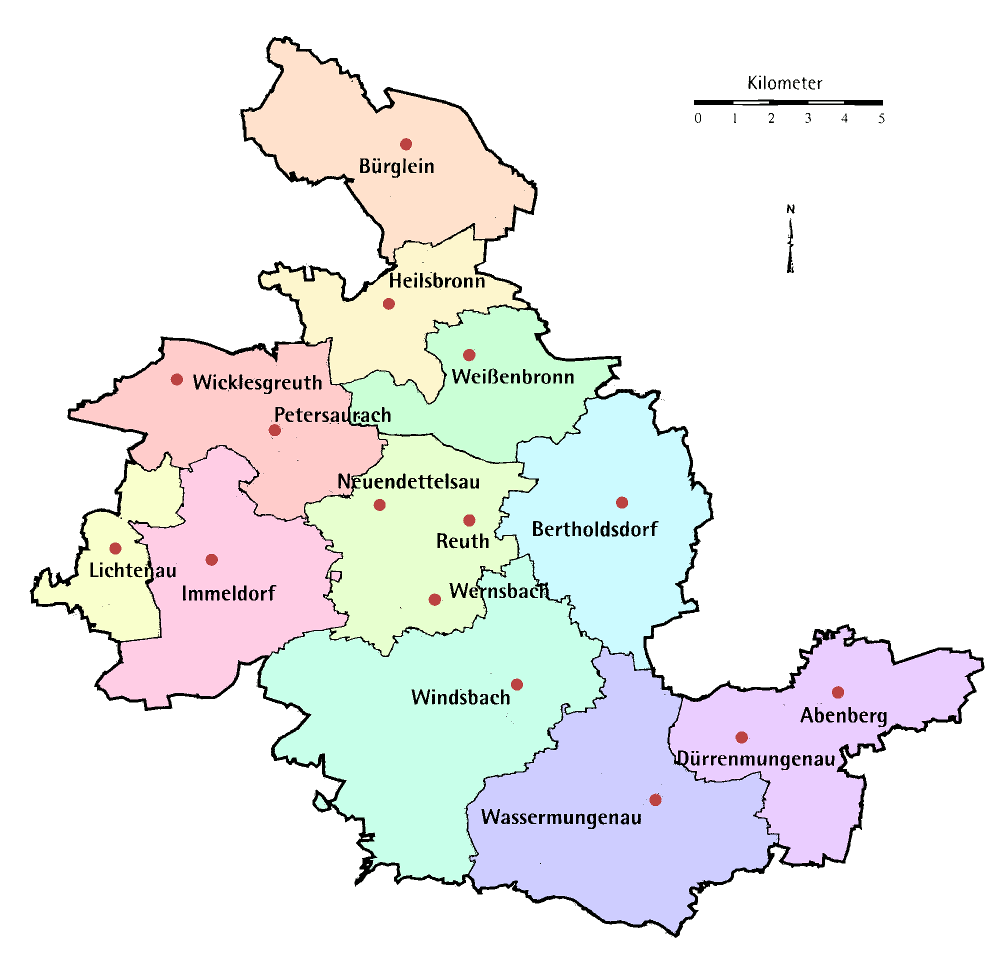
Kirchengemeinden und Sprengel im evangelisch-lutherischen Dekanat Windsbach

Zum Dekanatsbezirk Windsbach gehören die folgenden elf Pfarreien (Pfarrämter), die teilweise aus mehreren Kirchengemeinden (in der Tabelle kursiv) bestehen:
| Bertholdsdorf - Bertholdsdorf, St. Georg - Wollersdorf, St. Stefan (abgegangene Kirche) Bürglein - Bürglein, St. Johannes - Gottmannsdorf, Kirchturm (ohne Patrozinium) - Markttriebendorf, St. Matthäus Dürrenmungenau - Abenberg, St. Johannis - Dürrenmungenau, St. Jakobus - Obersteinbach, Gedächtniskapelle Heilsbronn - Heilsbronn, St. Katharina (abgegangene Kirche) - Heilsbronn, St. Marien und St. Jakobus Immeldorf - Immeldorf, St. Georg Lichtenau - Lichtenau, Dreieinigkeitskirche Neuendettelsau - Neuendettelsau, St. Nikolai - Neuendettelsau, St. Laurentius - Reuth, St. Kunigund - Wernsbach, St. Laurentius | Petersaurach - Altendettelsau, St. Marien (abgegangene Kapelle) - Gleizendorf, St. Mauritius - Petersaurach, St. Peter - Wicklesgreuth, Friedenskirche Vestenberg - Vestenberg, St. Laurentius - Vestenberg, St. Sebastian (ehemalige Kapelle) Wassermungenau - Bremen- und Käshof, St. Michael (Kapelle) - Hergersbach, St. Otto (abgegangene Kirche) - Thonhof, St. Katharinen (abgegangene Kirche) - Untereschenbach, St. Nikolaus - Wassermungenau, St. Andreas - Winkelhaid, St. Marien (Kapelle) Weißenbronn - Weißenbronn, St. Michael - Aich, Kapelle (ohne Patrozinium) Windsbach - Windsbach, St. Margareta - Windsbach, Gottesruhkapelle St. Stephan (Kapelle) - Windsbach, Christenruhkapelle (Friedhofskirche) |

Hierbei ist zu beachten, dass die Kirchengemeinden mit den politischen Gemeinden nicht immer identisch sind. So gehören beispielsweise einige Ortsteile von Windsbach (z. B. Leipersloh) nicht nur zu einem anderen Dekanat, sondern sogar zu einem anderen Kirchenkreis.
Zu den Werken und Einrichtungen zählen
- die Diakonie Neuendettelsau
- die Mission EineWelt in Neuendettelsau
- die Augustana-Hochschule Neuendettelsau
- das Religionspädagogische Zentrum in Heilsbronn
- der Windsbacher Knabenchor
- die Gesellschaft für Innere und Äußere Mission im Sinne der lutherischen Kirche e. V.
- das Diakonische Werk des Dekanatsbezirkes
- das Pastoralkolleg in Neuendettelsau zur Fort- und Weiterbildung der Pfarrer

## Dekane
- 1809–1823 Johann Adolf Rudolf Karl Sturm
- 1823–1831 Philipp Oppenrieder
- 1831–1847 Christian Philipp Heinrich Brandt
- 1848–1856 Eduard Bachmann
- 1856–1875 Johann Tobias David Immanuel Paul Müller
- 1876–1892 Josef Schlier
- 1892–1908 Adolf Elsperger
- 1908–1912 Adolf Hermann
- 1912–1934 Friedrich Keil
- 1935–1947 Hermann Bohrer
- 1947–1968 Heinz Seifert
- 1968–1984 Hans-Georg Meyer
- 1984–2001 Günther Zeilinger
- 2001–2012 Horst Heißmann
- 2012–0000 Klaus Schlicker